# Billy Keller
William Curry "Billy" Keller (nacido el 30 de agosto de 1947 en Indianapolis, Indiana) es un exjugador de baloncesto estadounidense que disputó siete temporadas en la ABA y una más en la AABA. Con 1,78 metros de estatura, jugaba en la posición de base.

## Trayectoria deportiva

### Universidad
Jugó durante tres temporadas en los Boilermakers de la Universidad de Purdue, en las que promedió 14,1 puntos y 4,1 rebotes por partido. Actualmente tiene la segunda mejor marca de la historia de la universidad en porcentaje de tiros libres en una temporada, con un 89,8 % en 1969, y la tercera mejor en una carrera, con un 85,9%. fue el primer ganador del Frances Pomeroy Naismith Award, galardón que se otorga al mejor universitario del año de estatura inferior a 1,83 metros. En su última temporada llevó a su equipo a disputar la Final de la NCAA, en la que cayeron ante UCLA. Fue elegido en el mejor quinteto de la Final Four.

### Profesional
Fue elegido en la octogésimo séptima posición del Draft de la NBA de 1969 por Milwaukee Bucks, y también por los Indiana Pacers en la octava ronda del Draft de la ABA, fichando por estos últimos. En su primera temporada en el equipo actuó como suplente de Freddie Lewis en el puesto de base, promediando 8,7 puntos y 2,9 asistencias, y logrando su primer anillo de campeón de la ABA, al derrotar en las Finales a Los Angeles Stars.
Al año siguiente se haría con un puesto en el quinteto titular, mejorando sus estadísticas hasta los 14,3 puntos y 5,3 asistencias por partido. Y ya en la temporada 1971-72 conseguiría su segundo campeonato, derrotando en las Finales a los New York Nets, colaborando con 9,7 puntos y 3,5 asistencias por partido.
Pero sin duda su temporada más destacada fue la 72-73, en la cual, además de lograr su tercer anillo de campeón, lideró la estadística de tiros libres de la liga, con un 87,0% de acierto, además de anotar 71 triples, el que más de toda la competición. Sus estadísticas mejoraron con respecto a la temporada anterior, promediando 13,8 puntos y 4,3 asistencias por partido.
Sería en la temporada 1974-75 cuando lograría un nuevo récord absoluto de la competición, al conseguir anotar 30 de 30 tiros libres en los partidos de playoffs. Al año siguiente volvería a ser el jugador de la liga con más triples conseguidos, con 123, acabando su carrera en la ABA con el segundo mejor porcentaje de tiros libres de la historia de la competición, con un 87,2%, solo superado por Rick Barry.
Al término de la temporada, cuando la ABA desapareció, se retiró de las pistas, pero regresó en 1978 para ejercer como jugador-entrenador en los Kentucky Stallions de la efímera All-American Basketball Alliance, promediando 8,1 puntos por partido.

### Vida posterior
Tras retirarse del baloncesto, Keller regresó en 2001 para entrenar a los Indiana Legends de la nueva ABA 2000. En la actualidad posee su propio campus de baloncesto, actividad que compagina con la de Director de desarrollo de jugadores de los Indiana Pacers.

## Estadísticas de su carrera en la ABA

### Temporada regular
| Temporada | Edad | Equipo         | Liga | P   | TIT | MIN  | TC  | TCA  | %TC  | 3P  | 3PA | %3P  | TL  | TLA | %TL  | R.OF. | R.DEF. | REB | ASIS | ROB | TAP | PER | FP  | PTS  |
| 1969-70   | 22   | Indiana Pacers | ABA  | 82  |     | 18.1 | 3.1 | 7.7  | .397 | 0.5 | 1.9 | .273 | 2.0 | 2.4 | .850 | 0.9   | 1.2    | 2.1 | 2.9  |     |     | 1.4 | 1.9 | 8.7  |
| 1970-71   | 23   | Indiana Pacers | ABA  | 83  |     | 30.0 | 5.0 | 11.8 | .426 | 1.0 | 2.8 | .365 | 3.2 | 3.7 | .867 | 1.0   | 1.9    | 2.9 | 5.3  |     |     | 2.4 | 2.0 | 14.3 |
| 1971-72   | 24   | Indiana Pacers | ABA  | 76  |     | 22.8 | 3.5 | 8.1  | .426 | 0.7 | 2.2 | .331 | 2.0 | 2.3 | .879 | 0.8   | 1.3    | 2.2 | 3.5  |     |     | 1.7 | 1.6 | 9.7  |
| 1972-73   | 25   | Indiana Pacers | ABA  | 83  |     | 27.1 | 5.1 | 11.7 | .433 | 0.9 | 2.7 | .320 | 2.8 | 3.2 | .870 | 1.0   | 1.5    | 2.5 | 4.3  |     |     | 2.1 | 2.0 | 13.8 |
| 1973-74   | 26   | Indiana Pacers | ABA  | 75  |     | 19.0 | 3.7 | 8.2  | .454 | 0.7 | 1.7 | .382 | 1.4 | 1.6 | .870 | 0.6   | 1.1    | 1.7 | 2.3  | 0.5 | 0.0 | 1.3 | 1.1 | 9.5  |
| 1974-75   | 27   | Indiana Pacers | ABA  | 79  |     | 24.3 | 5.0 | 11.5 | .437 | 1.0 | 3.0 | .333 | 1.4 | 1.6 | .883 | 1.1   | 1.5    | 2.7 | 2.6  | 0.7 | 0.0 | 1.4 | 1.3 | 12.5 |
| 1975-76   | 28   | Indiana Pacers | ABA  | 78  |     | 29.6 | 5.3 | 13.0 | .406 | 1.6 | 4.5 | .352 | 2.1 | 2.3 | .896 | 1.0   | 1.9    | 2.9 | 3.9  | 0.8 | 0.1 | 1.9 | 1.5 | 14.2 |
| Total     |      |                | ABA  | 556 |     | 24.5 | 4.4 | 10.3 | .425 | 0.9 | 2.7 | .338 | 2.2 | 2.5 | .872 | 0.9   | 1.5    | 2.4 | 3.6  | 0.7 | 0.0 | 1.7 | 1.6 | 11.8 |

### Playoffs
| Temporada | Edad | Equipo         | Liga | P  | MIN  | TCA | TC  | 3PA | 3P  | TLA | TL  | R.OF. | REB | ASIS | ROB | TAP | PER | FP  | PTS  | %TC  | %3P  | %FT   | MIN  | PTS  | REB | AST |
| 1969-70   | 22   | Indiana Pacers | ABA  | 15 | 527  | 75  | 177 | 3   | 23  | 42  | 46  |       | 51  | 68   |     |     | 29  | 41  | 195  | .424 | .130 | .913  | 35.1 | 13.0 | 3.4 | 4.5 |
| 1970-71   | 23   | Indiana Pacers | ABA  | 11 | 448  | 82  | 190 | 23  | 58  | 50  | 58  | 15    | 42  | 59   |     |     | 45  | 23  | 237  | .432 | .397 | .862  | 40.7 | 21.5 | 3.8 | 5.4 |
| 1971-72   | 24   | Indiana Pacers | ABA  | 20 | 532  | 84  | 188 | 19  | 48  | 53  | 63  |       | 35  | 84   |     |     | 26  | 47  | 240  | .447 | .396 | .841  | 26.6 | 12.0 | 1.8 | 4.2 |
| 1972-73   | 25   | Indiana Pacers | ABA  | 17 | 348  | 57  | 149 | 8   | 36  | 31  | 38  | 18    | 52  | 63   |     |     | 16  | 35  | 153  | .383 | .222 | .816  | 20.5 | 9.0  | 3.1 | 3.7 |
| 1973-74   | 26   | Indiana Pacers | ABA  | 12 | 194  | 41  | 93  | 15  | 40  | 16  | 19  | 9     | 18  | 25   | 5   | 0   | 16  | 12  | 113  | .441 | .375 | .842  | 16.2 | 9.4  | 1.5 | 2.1 |
| 1974-75   | 27   | Indiana Pacers | ABA  | 17 | 405  | 68  | 162 | 17  | 43  | 30  | 30  | 8     | 24  | 29   | 7   | 0   | 22  | 24  | 183  | .420 | .395 | 1.000 | 23.8 | 10.8 | 1.4 | 1.7 |
| 1975-76   | 28   | Indiana Pacers | ABA  | 3  | 50   | 8   | 16  | 2   | 7   | 0   | 1   | 0     | 3   | 6    | 1   | 0   | 2   | 2   | 18   | .500 | .286 | .000  | 16.7 | 6.0  | 1.0 | 2.0 |
| Total     |      |                | ABA  | 95 | 2504 | 415 | 975 | 87  | 255 | 222 | 255 | 50    | 225 | 334  | 13  | 0   | 156 | 184 | 1139 | .426 | .341 | .871  | 26.4 | 12.0 | 2.4 | 3.5 |